# Lechstaustufe 22 – Unterbergen
Die Lechstaustufe 22 – Unterbergen ist eine Staustufe des Lechs zwischen Landsberg und Augsburg und liegt auf Höhe des zur Gemeinde Schmiechen gehörenden Dorfes Unterbergen (Flusskilometer 60,4) sowie innerhalb der gleichnamigen Gemarkung Unterbergen der Gemeinde Schmiechen. Betreiber des Laufwasserkraftwerkes ist die Uniper Kraftwerke GmbH, die erzeugte Leistung liegt bei 12,4 MW. Der Bau der Kraftwerksanlage wurde im Auftrag der Bayerische Wasserkraft AG (kurz BAWAG) ausgeführt und dauerte von 1980 bis 1982. Die zuvor an dieser Stelle gelegene Lochbachgaststätte musste geschlossen werden. Neben der Lechstaustufe befindet sich der Lochbachanstich, der den Lochbach mit Lechwasser speist.
Im Gegensatz zu der weiter nördlich gelegenen Staustufe 23 besitzt der Stausee bei Unterbergen keinen Kiosk und nur wenige Bademöglichkeiten.
Die Staustufe ist durch den Bau einer Aufstiegsanlage fischgängig.

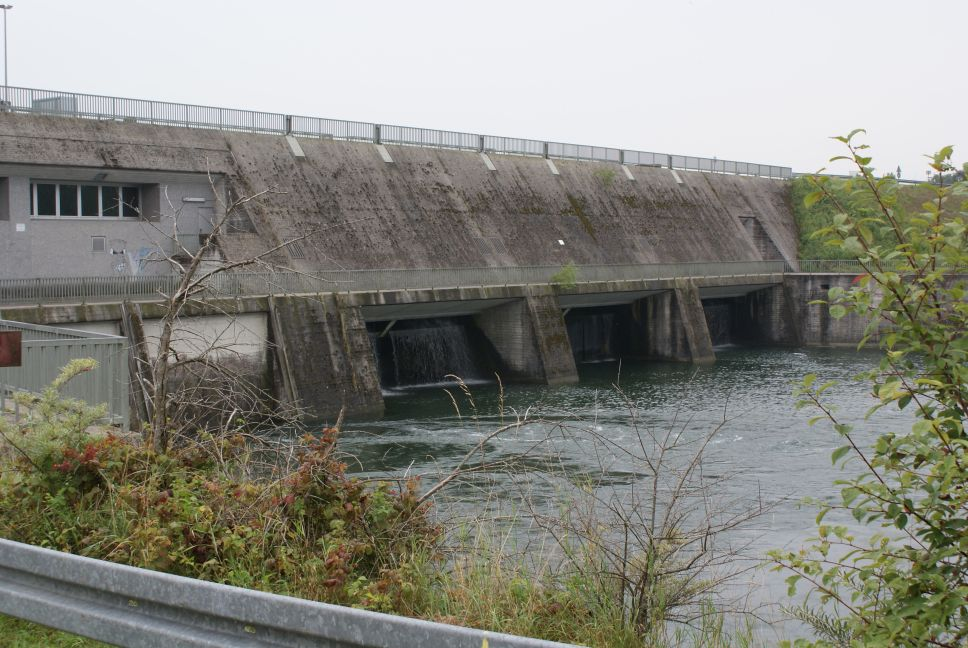
Der Lech unterhalb der Staustufe
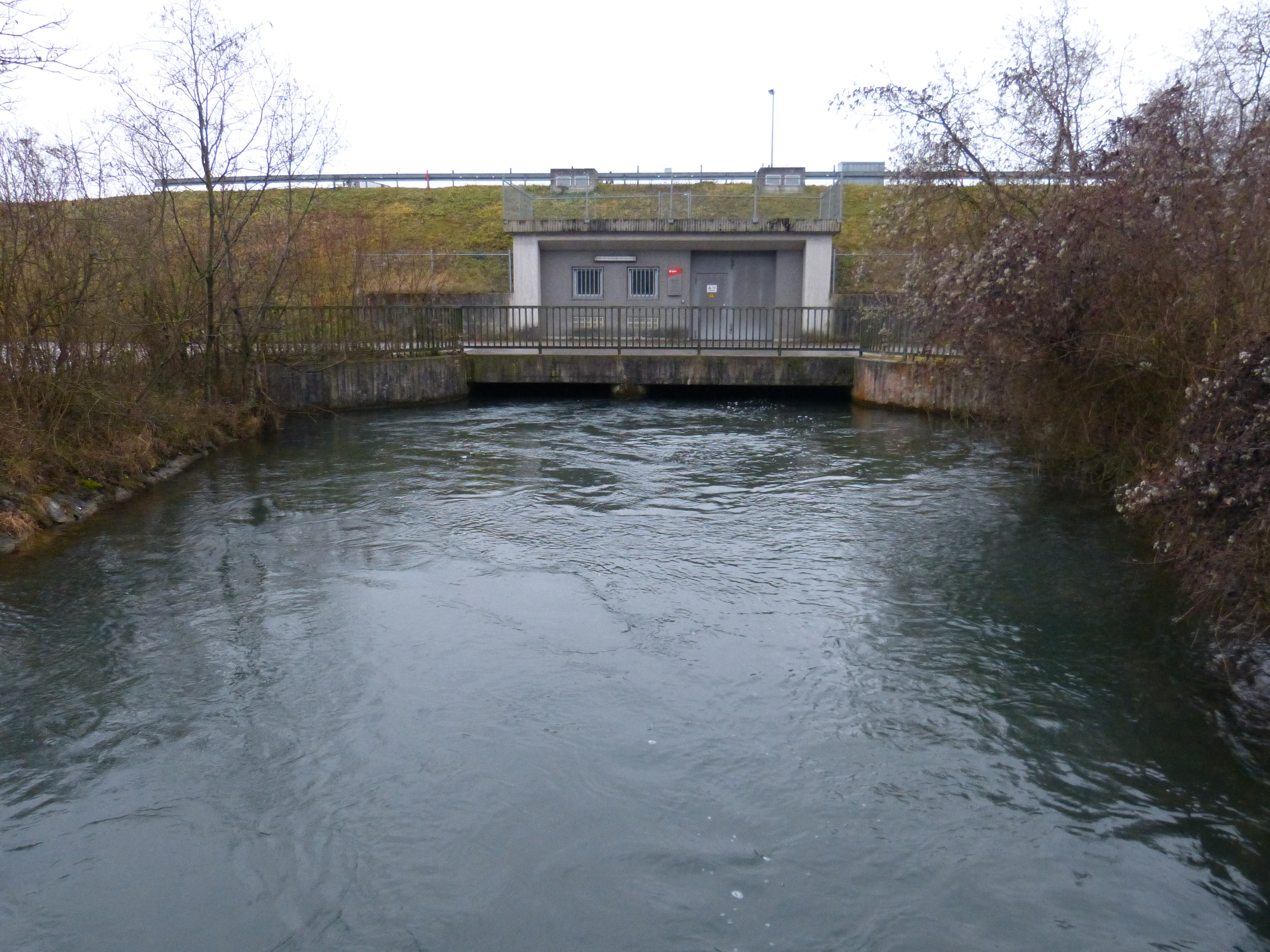
Der Lochbachanstich